# Drude (cràter)

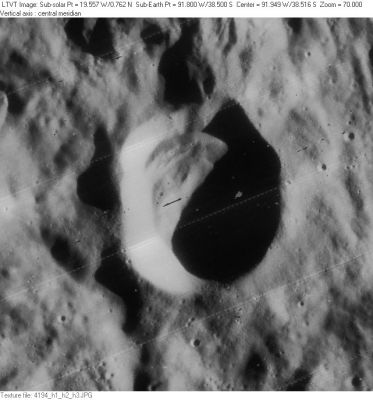
Fotografia de la missió Lunar Orbiter 4

Drude és un cràter d'impacte que es troba a la cara oculta de la Lluna, a la zona dels Montes Cordillera, que formen l'anell exterior al voltant de la conca d'impacte del Mare Orientale. Es troba just darrere de l'extremitat oest-sud-oest. Aquesta àrea a vegades es posa a la vista des de la Terra durant libracions favorables. No obstant això, fins i tot en aquests moments, el cràter es veu des de la vora i no es poden apreciar els seus detalls.
Es tracta d'un cràter circular amb una vora relativament afilada, parets interiors inclinades i un interior bastant pla. No s'ha erosionat significativament, i no presenta altres accidents ressenyables. Els cràters més pròxims són Graff al sud-sud-est i Focas cap al nord-nord-oest. La zona dels voltants és el terreny accidentat creat per les ejeccions del Mare Imbrium.
El cràter satèl·lit abans conegut com Drude S va ser renombrat a Heyrovský per la UAI.
Drude es troba al nord de la Conca Mendel-Rydberg, una àmplia depressió de 630 km d'amplària del Període Nectarià.